# Fissurella latimarginata
Fissurella latimarginata là một loài ốc biển, là động vật thân mềm chân bụng sống ở biển thuộc họ Fissurellidae.

## Miêu tả
The size of an adult shell varies between 50 mm and 100 mm.

## Phân bố
Chúng phân bố ở Pacific Ocean along Peru và Chile.

## Tham khảo

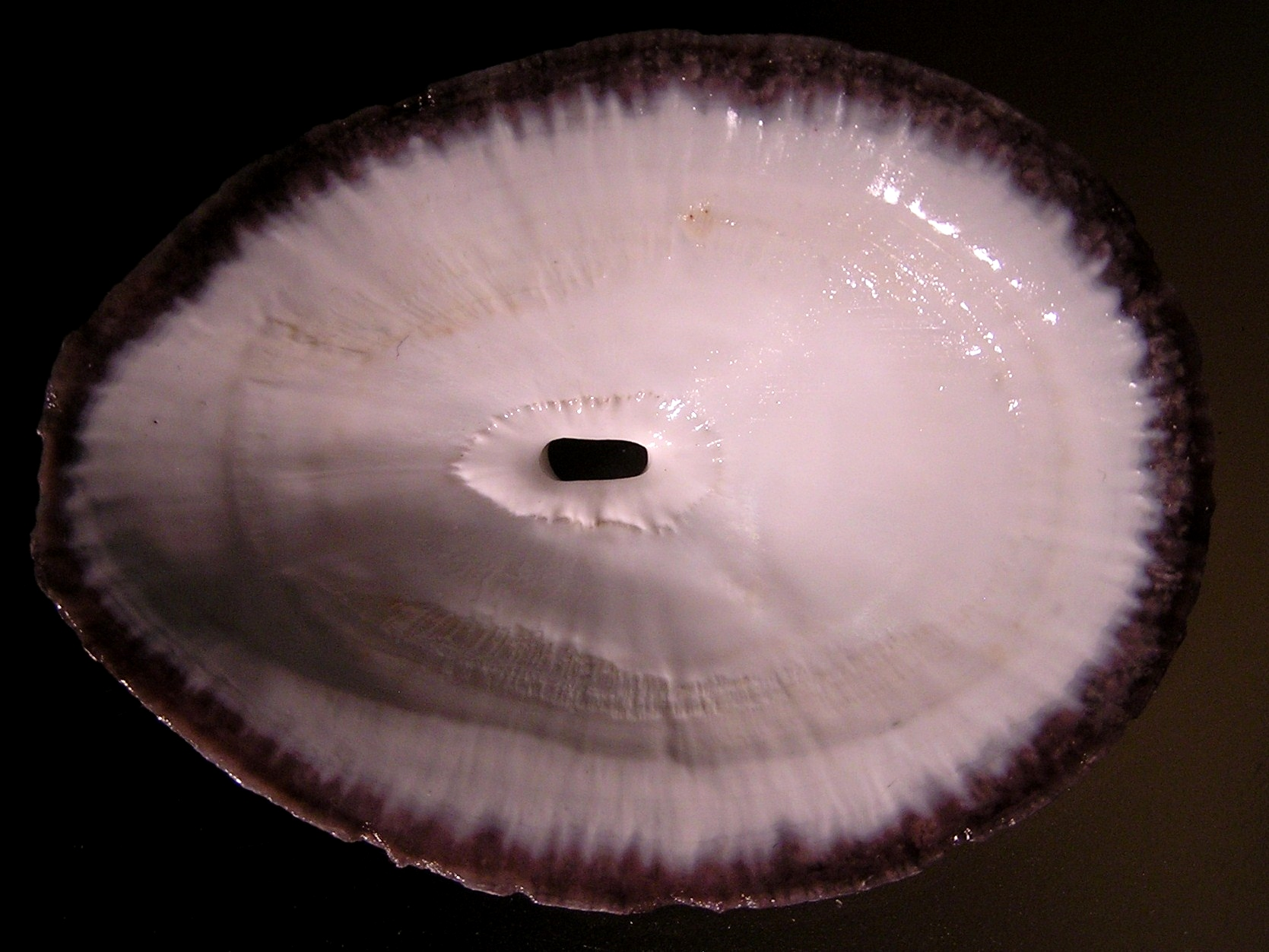
Fissurella latimarginata, view from beneath